# Jairo Pereira Reis
Jairo Pereira Reis (sinh ngày 5 tháng 3 năm 1991) là một cầu thủ bóng đá người Brasil.

## Sự nghiệp câu lạc bộ
Jairo Pereira Reis đã từng chơi cho Tochigi SC.